# Ford Escort
Ford Escort este o mașină din segmentul C produsă între 1980 și 2003. A fost prima mașină cu tracțiune față de la Ford în Statele Unite, lansată în 1981 pentru a înlocui modelul Ford Pinto, precum și importatul Ford Fiesta.
De asemenea, a participat la curse de raliuri. Până în anul 2000, Ford Escort, care a fost produs, a fost înlocuit de modelul Ford Focus.

## Prima generație
Prima generație a modelului Ford Escort american a fost introdusă în anul 1981 ca succesor al modelului Ford Pinto / Mercury Bobcat și al modelului Ford Fiesta (importat între 1978 și 1980). A împărțit componente chiar și cu a treia generație a modelului european Escort. Similar cu Ford Pinto, Escort avea o versiune mai populară vândută sub marca Mercury, numită Lynx. Escort a fost comercializat în variante hatchback cu trei și cinci uși, precum și în versiunea break cu cinci uși.